# Brzozów
Brzozów [ˈbʒɔzuf] (deutsch Bresen) ist eine polnische Stadt in der Woiwodschaft Karpatenvorland. Sie ist zugleich Sitz des Powiat Brzozowski und der gleichnamigen Stadt-und-Land-Gemeinde.

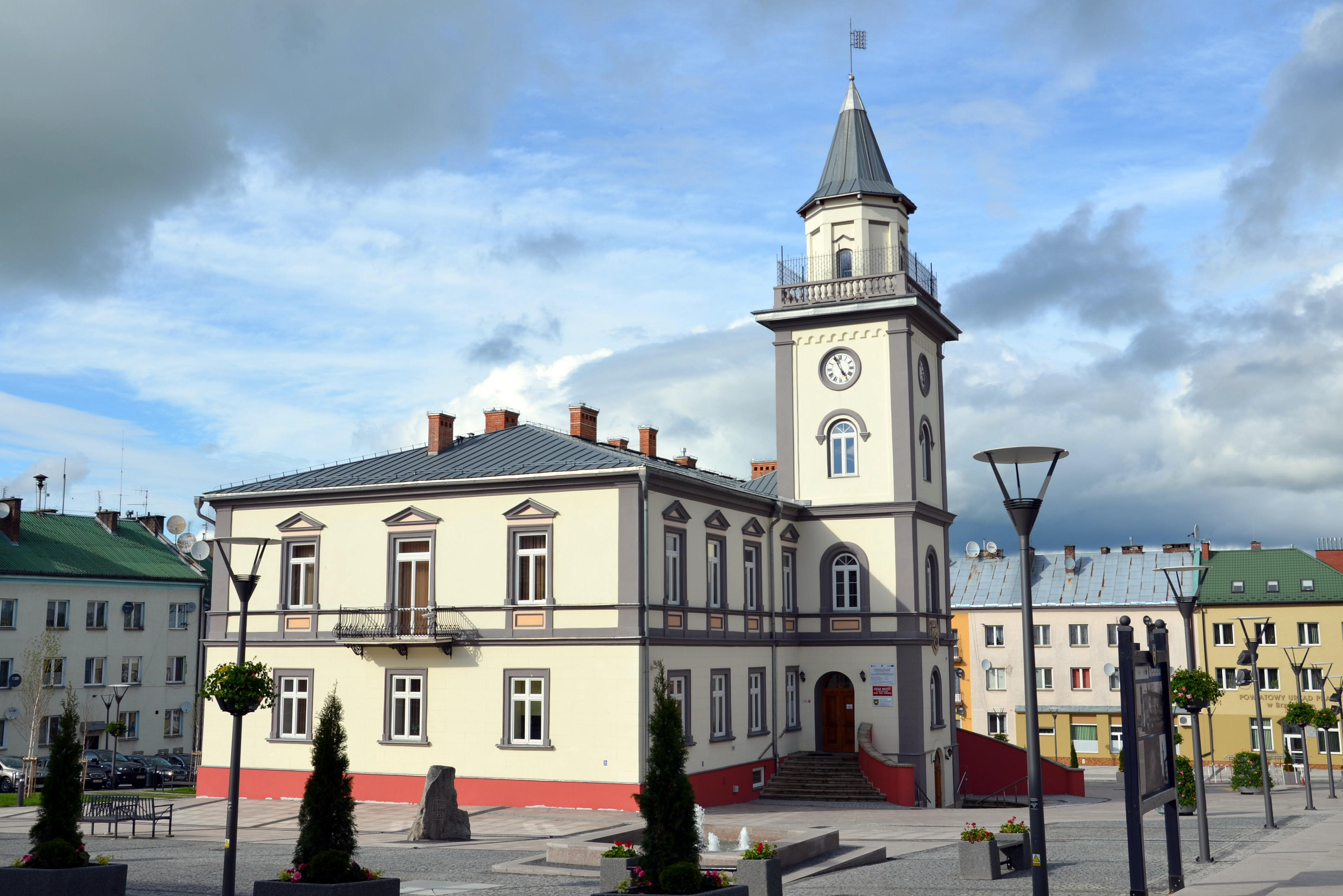
Marktplatz mit dem Rathaus

## Geographie
Brzozów liegt 38 km südlich von Rzeszów an Fluss Stobnica. Die Nachbarorte sind Stara Wieś im Nordwesten, Przysietnica im Norden, Humniska im Südosten, sowie Zmiennica im Südwesten.

## Geschichte
Erste Siedlungen sollen bereits 166 während der Zeit des Römischen Reiches bestanden haben. Zunächst wurde 1359 durch Kasimir den Großen ein Dorf im örtlichen Wald namens Brzozowe (brzoza – Birke) gegründet. Das Stadtrecht erhielt der Ort aber erst wahrscheinlich nach Magdeburger Recht zwischen 1386 und 1412 und wurde im Jahr 1388 und 1412 als Bresen urkundlich erwähnt. Dieser Name könnte eine Adaptation des polnischen Ortsnamens Brzozów (1417 – Brosowa, 1419 – lateinisch Bresovia; vgl. auch die Geschichte von Nowotaniec bzw. Lobentanz, ursprünglich auch Brzozowa benannt) in die deutsche Sprache sein, weil die ersten bekannten Stadtbürger oft Namen deutscher Herkunft hatten. Das alte Dorf nordwestlich der Stadt wurde zu Stara Wieś (altes Dorf) umbenannt. 1657 wurde die Stadt durch Kriegshandlungen zerstört.
Bei der Ersten Teilung Polens 1772 kam die Stadt an Österreich und wurde Teil des Kronlandes Galizien und Lodomerien. Seit der staatlichen Wiederherstellung Polens 1918 gehört sie wieder zu Polen. 1880 wohnten 3.697 Menschen in Brzozów. Zu Beginn des 20. Jahrhunderts wurde in der Umgebung Öl entdeckt und gefördert. Auch wurden in dieser Zeit Heilquellen entdeckt. Von 1939 bis 1945 war der Ort von der Wehrmacht besetzt. Von 1975 bis 1998 gehörte das Dorf zur Woiwodschaft Krosno. Sie verlor in dieser Zeit den Status eines Powiats (Kreises) den sie 1999 zurückerhielt.

## Gemeinde
Die Gemeinde hat eine Flächenausdehnung von 103,18 km².

## Städtepartnerschaften
- Moldau an der Bodwa, Slowakei
- Sambir, Ukraine

## Persönlichkeiten
- Marek Inglot (* 1961), Ordensgeistlicher und Kirchenhistoriker